# Yaeji
李艺智（： I Ye-ji；1993年8月6日—)，艺名Yaeji，是一名来自纽约布鲁克林的美国歌手、唱片骑师和制作人。她的音乐风格融合了浩室和嘻哈元素，并用英语和韩语一同演唱的圆润、安静的人声。

## 早期经历
李艺智于1993年8月6日出生于皇后区法拉盛，是一个韩裔家庭的独生女。她的家庭5岁时从纽约搬到了亚特兰大，然后在三年级时搬回了韩国。在韩国生活期间，Yaeji每年都会在不同的国际学校之间转学，这让她在互联网上结识了朋友，发掘了许多的音乐。在回到韩国之前，她还在日本短暂上过学。
Yaeji最终回到了美国，在匹兹堡的卡内基梅隆大学学习概念艺术、东亚研究和平面设计。在就读卡内基梅隆大学的期间，她培养了玩DJ的爱好，她将这个爱好归功于下班后的电子音乐舞蹈派对“Hot Mass”以及她“沉浸于夜生活中”的想法。Yaeji学习了DJ软件Traktor并开始在家庭聚会上做DJ。在学习了Ableton、制作了自己的音乐并在卡内基梅隆大学广播电台WRCT上首次亮相之前，她做了两年的兼职DJ。Yaeji于2015年毕业于卡内基梅隆大学。